# メディカル・ケア・サービス
メディカル・ケア・サービス株式会社（Medical Care Service Company Inc.）は、グループホームや有料老人ホーム事業などを手がける日本の企業。
株式会社学研ホールディングスの連結子会社。

## 概要
グループホーム（「愛の家グループホーム」）、有料老人ホーム、デイサービスなど、介護関連の事業を行っており、中国や東南アジアにも進出している。
株式会社学研ホールディングスは2018年9月4日に、日本政策投資銀行と共同で、三光ソフランホールディングスからメディカル・ケア・サービス全株式を取得することを発表。その後、全株式が同年9月10日付で学研ホールディングスと日本政策投資銀行へ譲渡された。学研ホールディングスは61.8%を保有し、同社を連結子会社化した他、日本政策投資銀行も残り38.2%を保有する。
学研ホールディングスは、グループ会社である学研ココファンホールディングスが手がけるサービス付き高齢者向け住宅事業との相乗効果を図るとともに、「学研版地域包括ケアシステム」の推進を推し進めるとしている。

## 沿革
- 1999年（平成11年）11月24日 - 三光ソフランの子会社として設立。
- 2006年（平成18年）8月22日 - 名古屋証券取引所セントレックス市場へ上場。
- 2012年（平成24年）2月 - 東京オフィスを開設。
- 2013年（平成25年）7月9日 - 名古屋証券取引所セントレックス市場上場廃止。二段階買収により三光ソフランホールディングスの完全子会社となる[6]。
- 2015年（平成27年）11月 - 子会社としてオリーブライフ株式会社を設立。
- 2016年（平成28年）2月 - 浦和レッドダイヤモンズとオフィシャルパートナー契約を締結。
- 2018年（平成30年）
  - 3月 - 島根大学医学部および株式会社ERISAと共同研究契約を締結。
  - 9月10日 - 株式譲渡により、学研ホールディングスの連結子会社となる。
- 2019年（平成31年）3月1日 - メディカル・ケア・サービス南埼玉株式会社とメディカル・ケア・サービス茨城有限会社を吸収合併。
- 2020年（令和2年）6月 - 本社をさいたま新都心へ移転。